# Estación de radio militar de Pierre-sur-Haute

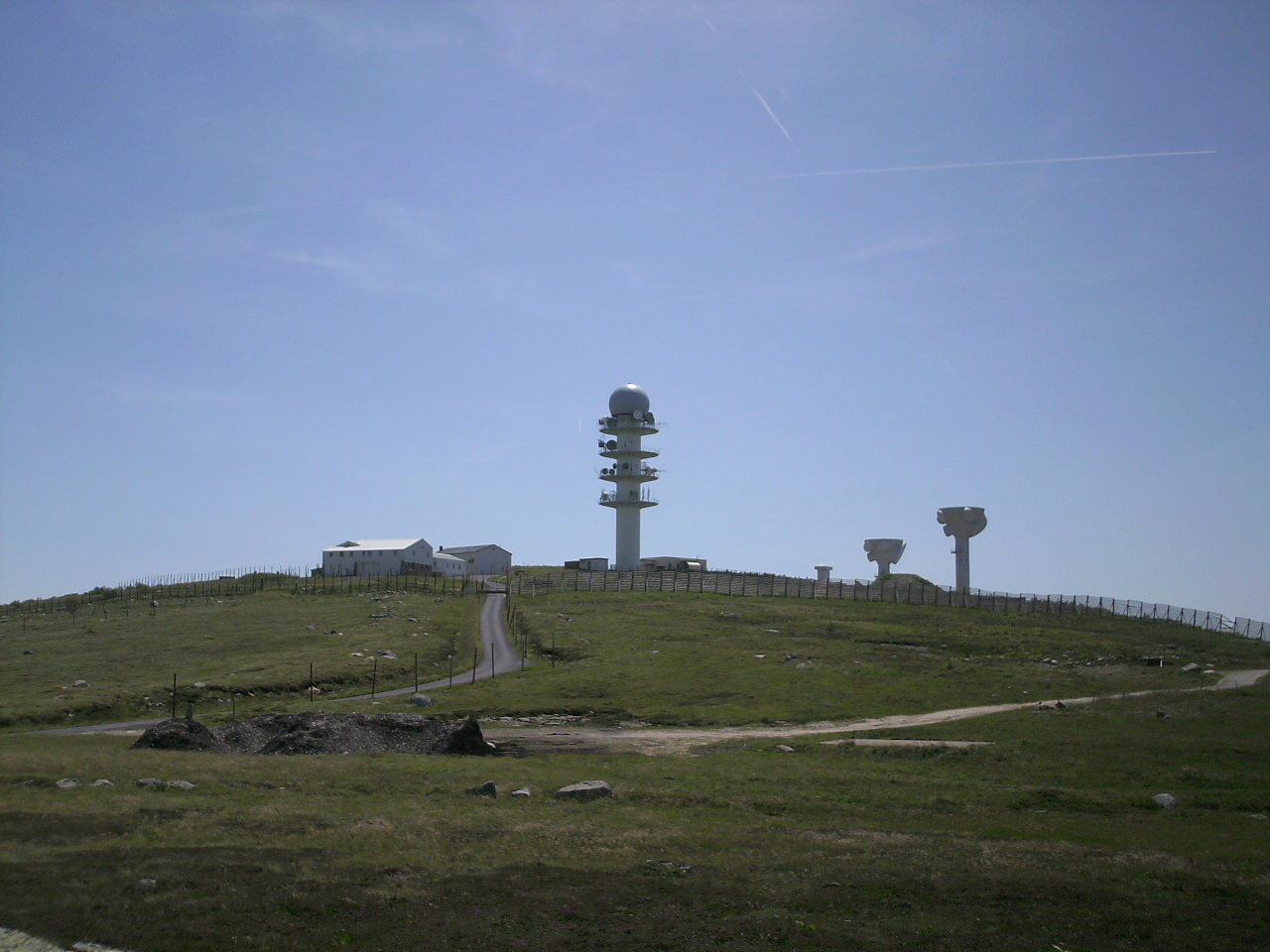
La estación de radio militar de Pierre-sur-Haute. Se observan las dos torres de uso militar, en el centro el repetidor de la Télédiffusion de France, los barracones militares y el helipuerto.

La estación de radio militar de Pierre-sur-Haute es un complejo de 30 hectáreas (0,3 kilómetros cuadrados) utilizado para las comunicaciones de las Fuerzas Armadas de Francia. En el mismo lugar se ubica también un repetidor de uso civil operado por la Télédiffusion de France y un radar de la Direction générale de l'Aviation civile. Las instalaciones están ubicadas en Pierre-sur-Haute, una elevación de 1634 metros de altitud de los Montes de Forez, en la parte norte del Macizo Central. Administrativamente los terrenos se reparten entre las comunas de Sauvain y Job, en la frontera regional que separa Ródano-Alpes de Auvernia.

## Historia
En 1913 se construyó un telégrafo óptico en los terrenos donde posteriormente se levantarían las instalaciones militares. En la actualidad sólo se conserva un edificio histórico, en estado de ruina, aunque mantiene el semáforo en su parte alta.
En 1961, durante la Guerra Fría, la OTAN solicitó al Ejército francés que construyera una de sus estaciones de la red de transmisiones europeas en Europa, el conocido sistema ACE High. En esta red de transmisiones por microondas, la estación de Pierre-sur-Haute (cuyo código era FLYZ) debía actuar como repetidor entre las estaciones de Lachens (FNIZ), en el sur, y Mont-Août (FADZ), al norte. Se emplearon cuatro transmisores de 10 kW y dieciséis receptores. En 1974, la Fuerza Aérea Francesa tomó el relevo en la gestión de las instalaciones. En 1988 la OTAN comenzó el desmantelamiento del sistema ACE High.

## Uso
La estación de comunicaciones de Pierre-sur-Haute se encuentra actualmente gestionada por la Fuerza Aérea Francesa, dependiendo de la Base Aérea de Lyon – Mont Verdun, a 80 kilómetros de distancia. Es una de las cuatro estaciones de radio militares que se reparten de norte a sur en Francia, en constante comunicación con las otras tres: Lacaune, Henrichemont y la base aérea de Rochefort. El propósito principal de la estación de radio está relacionado con las transmisiones de mando de unidades operacionales. Las órdenes a la Force de frappe (‘Fuerza de choque’), que opera las armas nucleares de Francia, deberían pasar por estas estaciones repetidoras en caso de ser utilizadas.
La estación de radio es parte del Commandement Air des Systèmes de Surveillance d’Information et de Communications (Comando Aéreo de Sistemas de Vigilancia de Información y de Comunicaciones) desde su creación el 1 de junio de 1994; y posteriormente también, desde el 1 de enero de 2006, de la Direction interarmées des réseaux d'infrastructure et des systèmes d'information (Dirección conjunta de infraestructura de redes y sistemas de información).
La estación militar está comandada por un major (suboficial de rango OR-9 en el código OTAN). El personal militar permanente se compone de unos 20 soldados, entre los que hay especialistas electricistas y mecánicos.

## Seguridad
El perímetro de la estación de radio militar está rodeado por una empalizada de madera y alambrada metálica. El personal militar y los empleados civiles acceden a las instalaciones mediante helicóptero o a través de una vía asfaltada de 4 kilómetros. Dicha vía está cerrada al público.

## Interés mediático
A principios de abril de 2013 la estación militar de radio atrajo el interés mediático después de conocerse que la agencia de inteligencia francesa DCRI (Direction Générale de la Sécurité Intérieure: Dirección General de Seguridad Interior) intentó suprimir el artículo de la Wikipedia en francés que hablaba sobre el complejo, aduciendo motivos de seguridad. La solicitud fue denegada debido a que todos los datos provenían de medios públicos. Después de ello, se conoció que la DCRI había citado en sus oficinas a un bibliotecario de Wikipedia en francés, Remy Mathis, para que lo hiciera, bajo la amenaza de que, en caso de negarse, sería encarcelado o multado severamente. Este lo borró, pero inmediatamente el artículo fue restablecido por un administrador suizo fuera de la jurisdicción de Francia, gracias a la vigilancia de la comunidad de Wikipedia.
Posteriormente, el artículo fue traducido a más de 30 idiomas en la Wikipedia y publicado en varios medios de comunicación. Un claro ejemplo del efecto Streisand.